# Сивиллина песня
Сивиллина песня (кат. El Cant de la Sibil·la) — литургическое произведение и григорианский хорал, стихи которого представляют собой пророчество на каталанском языке о наступлении Апокалипсиса. Со времён Средневековья исполняется на рождественский сочельник в некоторых церквях каталанских общин Майорки (Балеарские острова, ныне Испания) и Альгеро (остров Сардиния, ныне Италия), а также в самой Каталонии. Данная традиция практически никогда не прерывалась. 16 ноября 2010 года ЮНЕСКО включило «Сивиллину песню» в список Шедевров устного и нематериального культурного наследия человечества.

## Изводы
Существует несколько изводов «Сивиллиной песни», различающихся в текстовой либо музыкальной части.
- Латинский, датируется X—XI веками, включает фрагменты труда «О граде Божьем» (XVIII, 23) блаженного Августина
- Провансальский, датируется XIII веком, отразил влияние поэзии трубадуров
- Каталанский, самый поздний и наиболее музыкально орнаментированный. Включает элементы простонародной традиции Балеарских островов. Припев иногда полифонический — для 3-4 голосов.

## История текстовой составляющей
Автор «Сивиллиной песни» неизвестен. Сам текст пророчества был впервые зафиксирован в виде акростиха богослова Евсевия Кесарийского на греческом языке, который позднее был переведён на латынь блаженным Августином в его произведении «О граде Божьем». Текст появляется снова в X веке в различных местах, таких как Каталония, Италия, Кастилия и Франция в поучении «Против иудеев» (лат. Contra judeos), позднее включённом в чтение старокатолической утрени и исполнявшееся как неотъемлемая часть литургии.
Песнопение изначально исполнялось на латыни под названием Judicii Signum («книга Страшного Суда»), но с XIII века стали появляться изводы на каталанском. Причём эти первые каталанские изводы Judicii Signum не были прямыми переводами с латыни. Все они происходят от более раннего извода на провансальском, что подтверждает громадную популярность у этой песни в прошлом.
Среди каталанских текстов, произошедших от этого общего окситанского источника, показателен кодекс XIV века из архива Майоркской епархии Римско-католической церкви, который был обнаружен в 1908 году в монастыре Ла-Консепсьон и происходил из монастыря Санта-Магдалены («Кодекс из Ла-Консепсьон»). Устная передача и отсутствие записей приводила к многочисленным видоизменениям текста и, как итог, — множественности изводов.
Исполнение «Сивиллиной песни» было почти полностью прекращено в Европе после Тридентского собора (25 заседаний которого проходили с 1545 по 1563 годы), который объявил запрет на её исполнение. Тем не менее, практика её исполнения была восстановлена на Майорке уже в 1575 году.

## История музыкальной составляющей
Изначально «Сивиллина песня» исполнялась григорианским пением, а музыкальный аккомпанемент был в целом такой же, как и на всём Пиренейском полуострове, о чём свидетельствует «кодекс из Ла-Консепьсон» Майоркской епархии. Вероятнее всего, данный тип исполнения сохранялся до XVI—XVII веков.
Также в эпоху Возрождения различные композиторы перекладывали «Сивиллину песню» из монодического строя григорианского пения на полифонию, что было общепринятой практикой в те времена. Два таких произведения, оба — на четыре голоса, обнаруживаются в «Песеннике Колумбовой библиотеки», испанской рукописи второй половины XV века. Текст в них представляет собой сокращённую версию «Сивиллиной песни» на кастильском языке.